# Ixora siamensis
Ixora siamensis är en måreväxtart som beskrevs av Nathaniel Wallich och George Don jr. Ixora siamensis ingår i släktet Ixora och familjen måreväxter. Inga underarter finns listade i Catalogue of Life.